# Crossroads (romanzo)
Crossroads è un romanzo di Jonathan Franzen, pubblicato il 5 ottobre 2021 e uscito in Italia nella traduzione di Silvia Pareschi.
L'autore ha presentato il libro come il primo di una trilogia, A Key to All Mythologies , che dovrebbe seguire l'arco di tre generazioni dai primi anni Settanta (nei quali è ambientato Crossroads) ai giorni nostri.
Il romanzo è centrato sulla famiglia Hildebrandt: il pastore Russ, sua moglie Marion, i quattro figli Clem, Becky, Perry, Judson. La maggior parte delle vicende si svolge in una cittadina di fantasia, New Prospect, nel circondario di Chicago, in un contesto borghese dove ha un ruolo importante l'associazione cristiana giovanile Crossroads (letteralmente incrocio).
Il libro è diviso in due parti, "Avvento" e "Pasqua"; i vari capitoli seguono ognuno un personaggio, di cui viene assunto il punto di vista. Progressivamente sono messe in evidenza le difficoltà di relazione, la crisi della famiglia, la dipendenza dalla droga, i difficili rapporti con chi non appartiene a quella società (i neri dei sobborghi di Chicago, una comunità Navajo in Arizona).